# Camille de Meaux

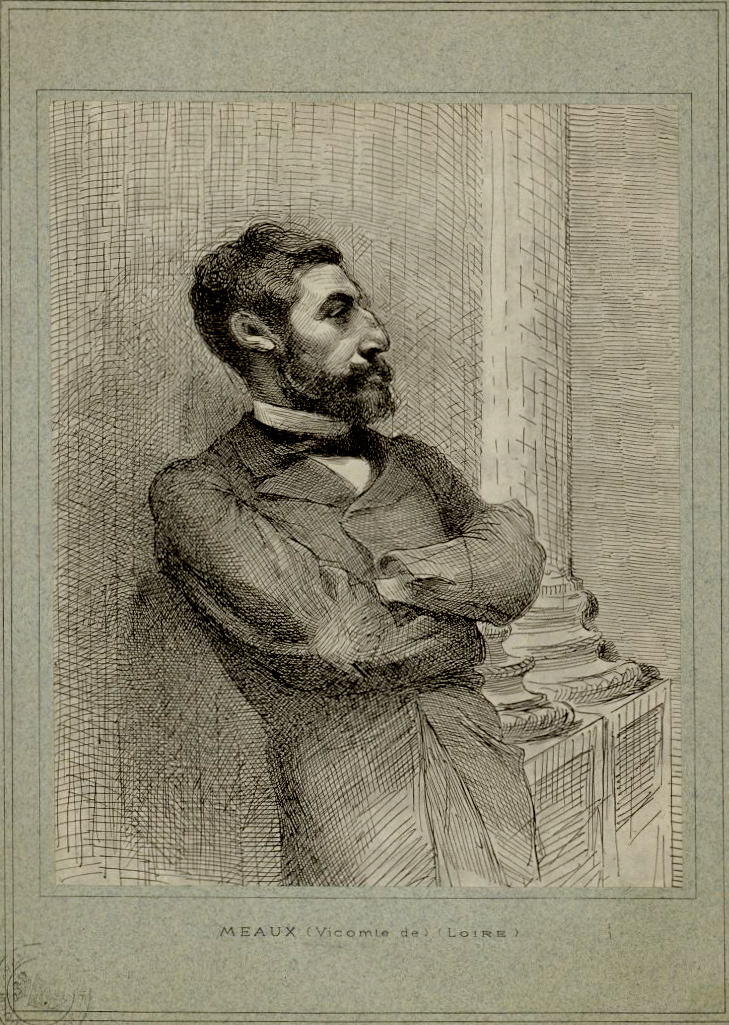
Camille de Meaux

Familienwappen de Meaux

Vicomte Marie-Camille-Alfred de Meaux (* 18. September 1830 in Montbrison; † 4. November 1907 in Écotay-l’Olme) war ein französischer Politiker der Dritten Republik.

## Leben
Über die Herkunft und die Jugend von Camille de Meaux ist wenig bekannt; möglicherweise ist er der Enkel des Politikers Camille-Augustin de Meaux. Er arbeitete bei der katholischen Zeitung Correspondant mit, war Stadtrat von Montbrison und wurde 1871 in die Nationalversammlung gewählt, der er bis 1876 angehörte und wo er als moderater Legitimist galt. Er fungierte als Sektretär der Versammlung und vertrat in den bedeutenden Abstimmungen (Militärdienst, Rücktritt von Adolphe Thiers, Septennat und Verfassungsgesetze) die Linie seiner Fraktion.
Am 10. März 1875 trat er als Minister für Landwirtschaft und Handel in das Kabinett Buffet ein. Nachdem es die Rechte abgelehnt hatte, ihn zum Sénateur inamovible zu ernennen, bewarb er sich im Département Loire erfolgreich um einen Sitz im Senat, den er bis 1879 innehatte. Im Senat vertrat er die äußerste (monarchistische) Rechte. In dieser Zeit war er nochmals Minister im Kabinett Dufaure III und nach der Krise des 16. Mai 1877 im Kabinett Broglie III. 1879 wurde er als Senator nicht wiedergewählt; zu dieser Zeit war er Generalrat von Saint-Georges-en-Couzan.
De Meaux fungierte von 1896 bis zu seinem Tod als Präsident der Wissensgesellschaft La Diana Er war verheiratet mit Élisabeth de Montalembert (1837–1913), der Tochter von Charles de Montalembert und Enkelin von Félix de Mérode.

## Werke
- La Révolution et l’Empire 1789–1815 (1867, 1868)
- Les luttes religieuses au XVIe siècle (1879)
- La Réforme et la politique française en Europe jusqu’au traité de Westphalie (2 Bände, 1889), Prix Thérouanne[3] der Académie française (1890)[4]
- Église catholique et la liberté aux États-Unis (1892)
- Étude sur Montalembert (1892)
- Ma Vie (1911)